# 聖維森特縣

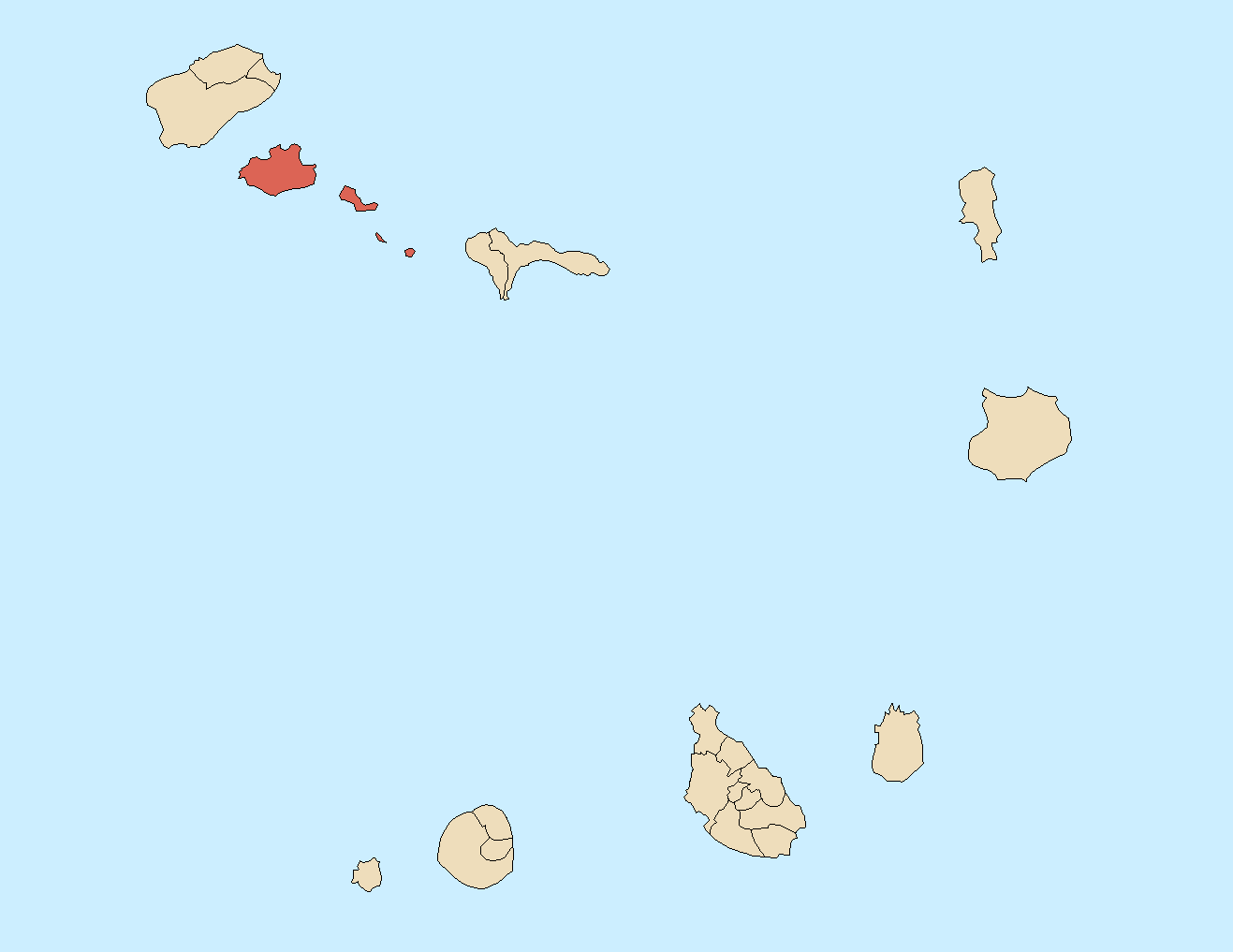

聖維森特縣（葡萄牙語：São Vicente）是西非島國佛得角的22個縣之一，由聖維森特島和聖盧西亞島組成，首府設於明德盧，面積262平方公里，2005年人口74,136，人口密度為每平方公里283人。